# Spasёnnoe pokolenie
Spasёnnoe pokolenie (Спасённое поколение) è un film del 1959 diretto da Jurij Sergeevič Pobedonoscev.